# Colina „Casca”
Colina „Casca” este un monument al naturii de tip geologic sau paleontologic în raionul Soroca, Republica Moldova. Este amplasată la marginea de sud-vest a satului Cremenciung, în valea fluviului Nistru. Are o suprafață de 37,6 ha, sau 45 ha conform unor măsurări mai recente. Obiectul este administrat de Întreprinderea pentru Silvicultură Soroca.

## Descriere
Apariția colinei este consecința unor procese complicate de eroziune pe sistemul de falii care se intersectează în acest loc. colina este orientată meridional, având lungimea de cca 1 km, lățimea 700 m și înălțimea față de nivelul Nistrului de 106 m, astfel vârful se află la 161 m altitudine de la nivelul mării.

### Profil geologic
La baza colinei se află „gresiile de Otaci” de vârstă vendiană, acoperite de roci de vârstă cretacică. Partea vizibilă a aflorimentului este expusă de jos în sus în tabelul ce urmează.
| Perioada geologică | Nr. | Denumire, descriere                                                   | Grosime (m) |
| ------------------ | --- | --------------------------------------------------------------------- | ----------- |
| cretacic           | 1   | calcare silicoase                                                     | 15          |
| neogen             | 2   | conglomerate bazale ale badenianului                                  | cca 3       |
| neogen             | 3   | nisipuri lipicioase de culoare gri-galbenă ale Formațiunii de Podolia | 16          |
| neogen             | 4   | conglomerate bazale                                                   | 0,1         |
| neogen             | 5   | gresii calcaroase de culoare gri                                      | 4,8         |
| neogen             | 6   | nisipuri lipicioase de Carpov Iar                                     | 6,4         |
| neogen             | 7   | calcare oolitice gri-galbene                                          | 6,4         |
| neogen             | 8   | calcare cristalizate de Visoca                                        | 2,6         |

## Statut de protecție
Obiectivul a fost luat sub protecția statului prin Hotărîrea Sovietului de Miniștri al RSSM din 13 martie 1962 nr. 111, iar statutul de protecție a fost reconfirmat prin Hotărîrea Sovietului de Miniștri al RSSM din 8 ianuarie 1975 nr. 5 și Legea nr. 1538 din 25 februarie 1998 privind fondul ariilor naturale protejate de stat. Deținătorul funciar al monumentului natural era, la momentul publicării Legii din 1998, Gospodăria Silvică de Stat Soroca (ocolul silvic Otaci, Cremenciug-II, parcela 49, subparcelele 18, 26, 29, 30). Între timp, aceasta a fost reorganizată în Întreprinderea pentru Silvicultură Soroca.
Aria protejată prezintă interes științific la nivel internațional pentru cartarea geologică și studiul stratigrafic al formațiunilor sedimentare ale Platformei Est-Europene, cât și pentru cercetări geomorfologice și tectonice. Are și o valoare peisagistică ridicată, formând o priveliște cu aspect premontan, cu pante abrupte și stânci.
Conform situației din anul 2016, aria naturală nu avea instalat un panou informativ. Este recomandată introducerea ariei protejate în circuitul turistic al raionului Soroca.

## Galerie de imagini

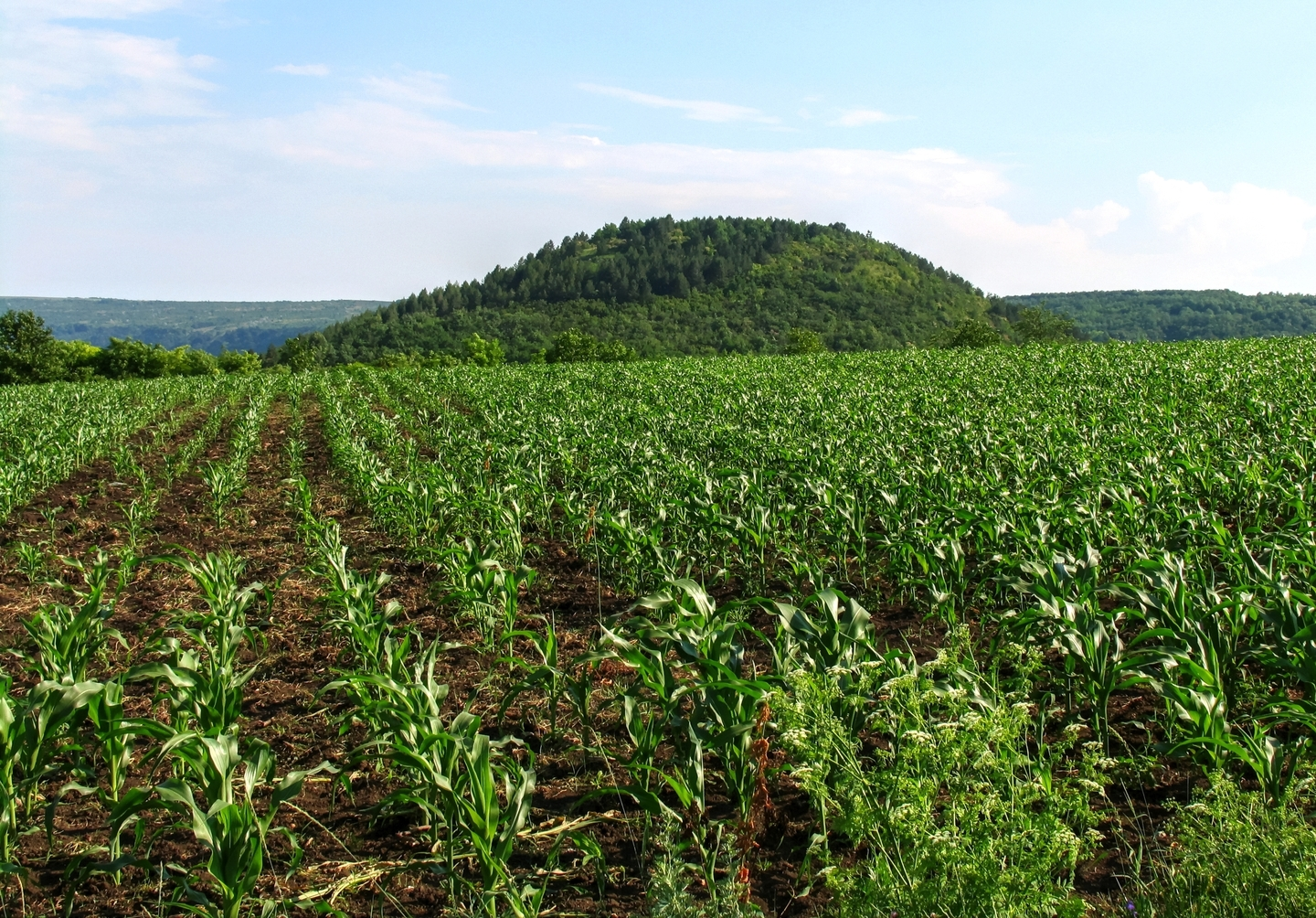
Din depărtare
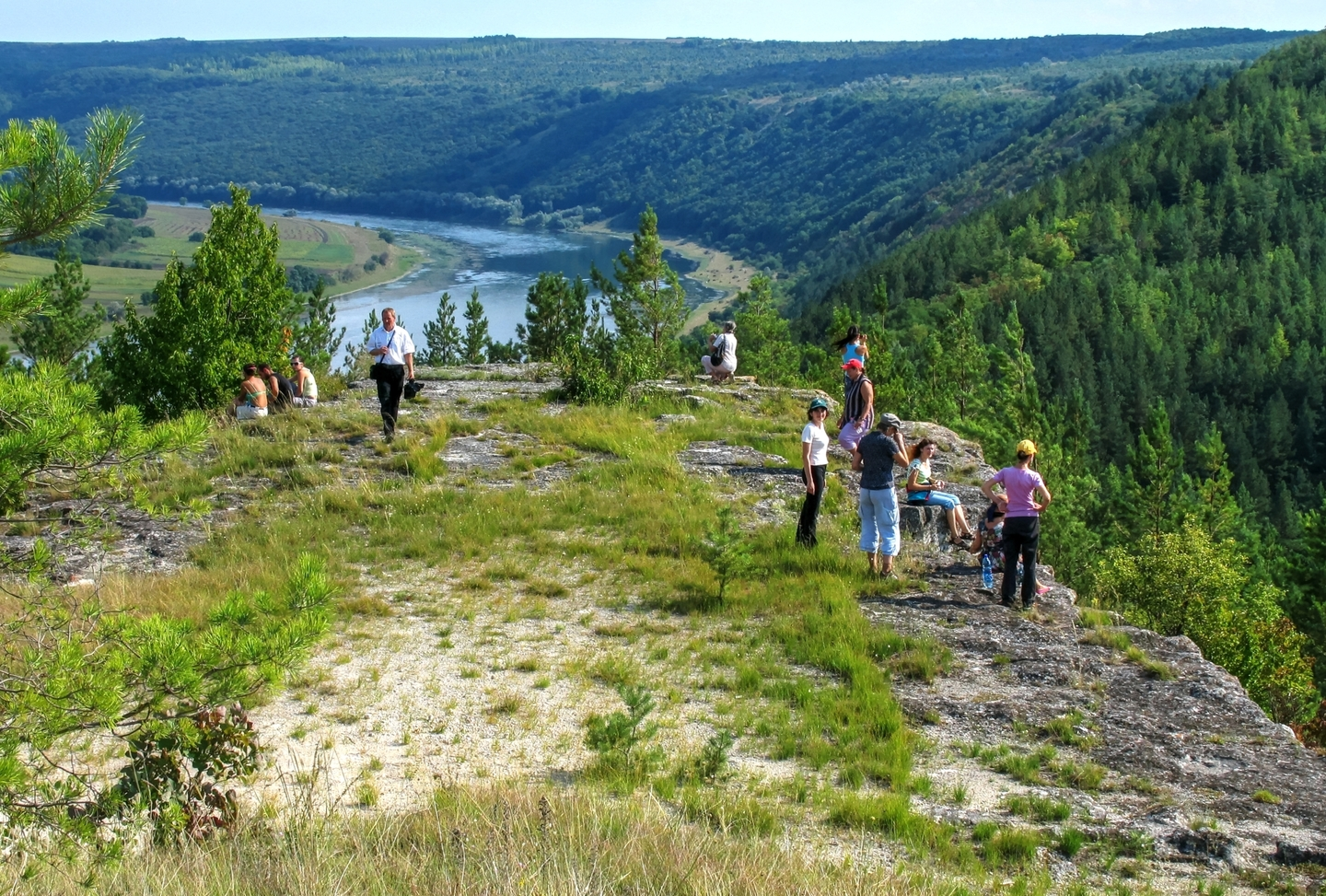
Pe colină
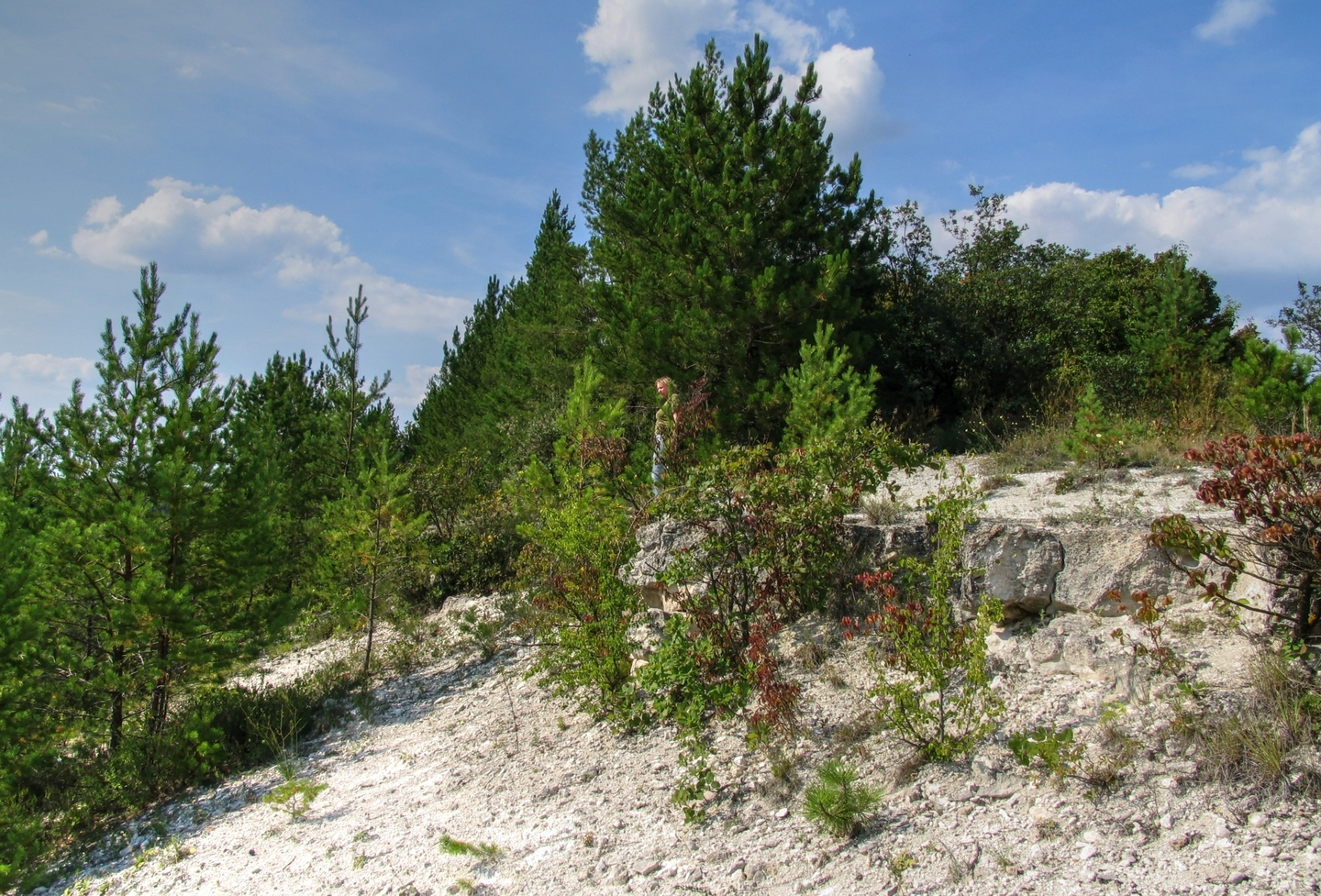
Peisaj premontan
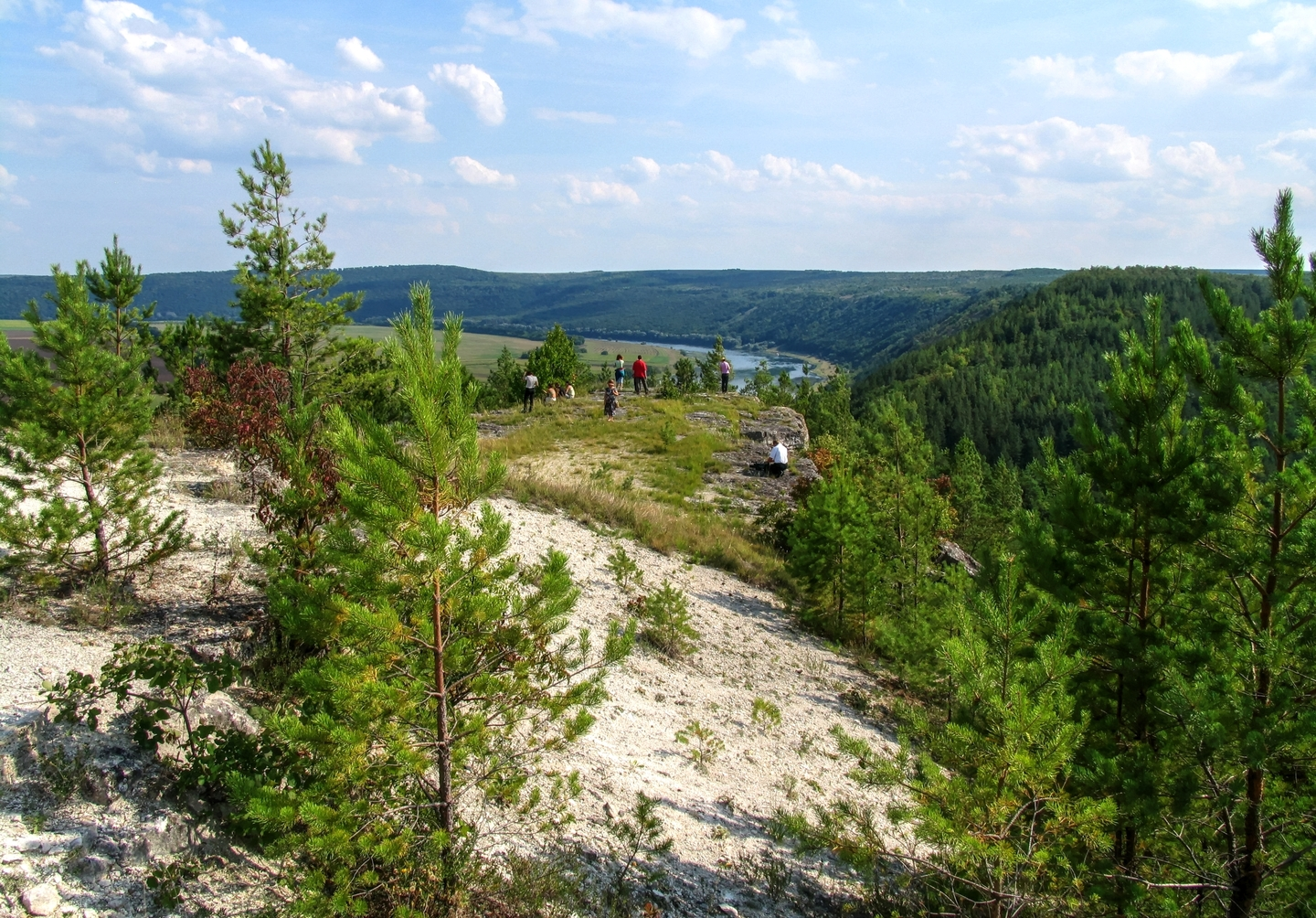
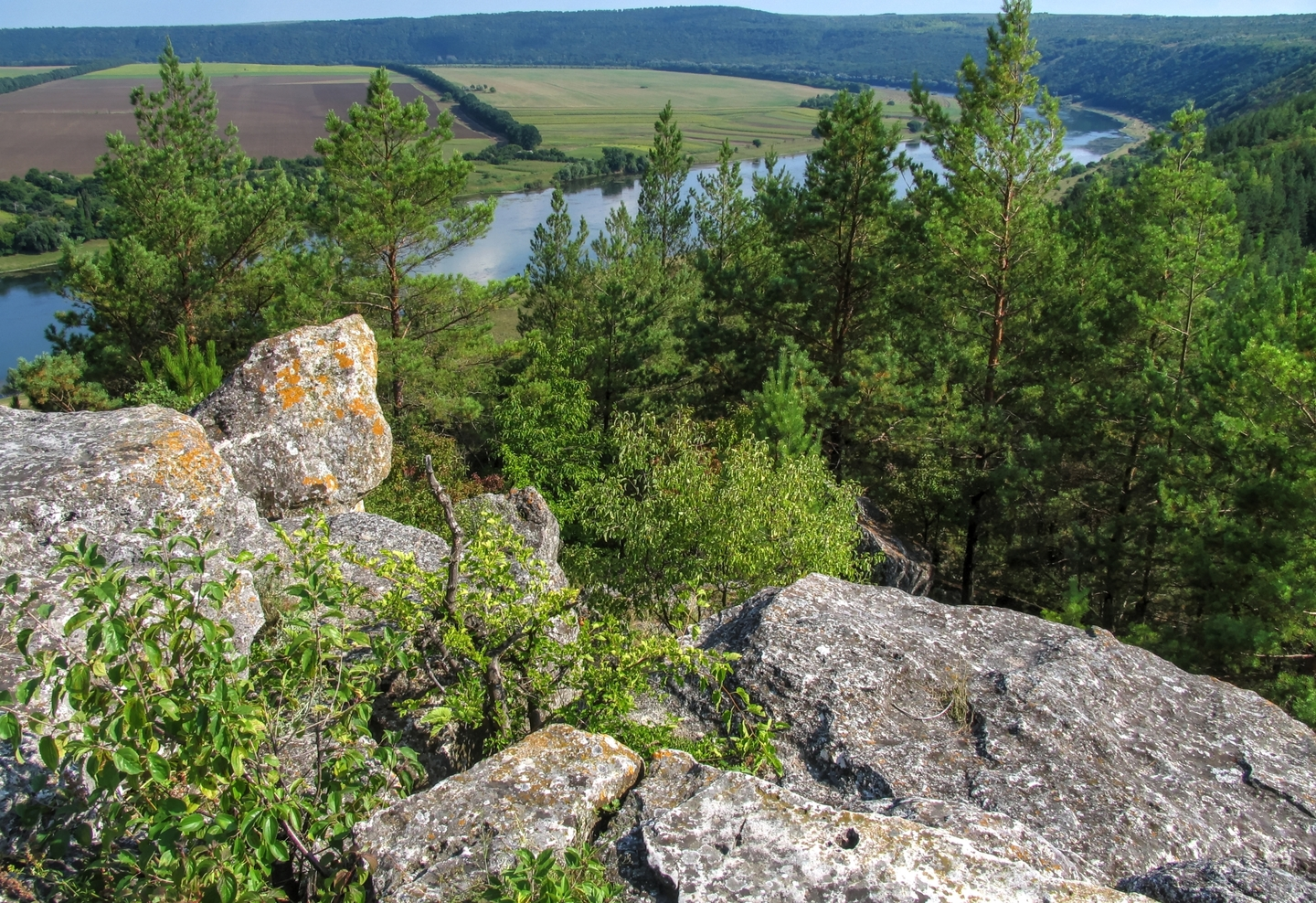
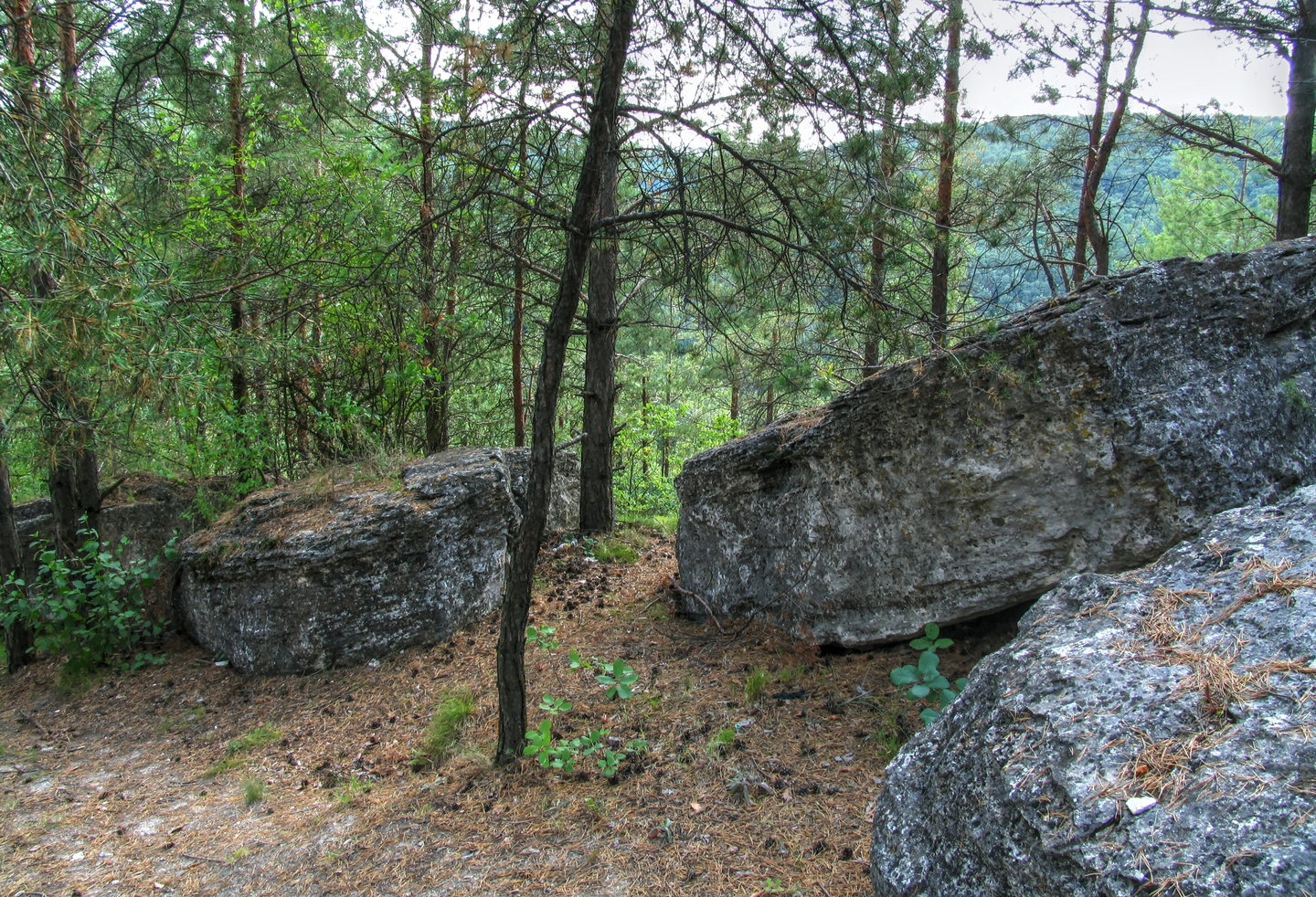